# Huia Publishers
Huia Publishers est une maison d'édition néo-zélandaise dont le siège est situé à Wellington. Fondée en 1991 par Robyn et Brian Bargh, l'éditeur a choisi une ligne de publication valorisant des contenus qui reflètent la double racine culturelle du pays, maorie et pakeha.

## Historique

### Fondation
Au cours des années 1980, Robyn Bargh prend conscience, lors d'un séjour de trois ans en Papouasie-Nouvelle-Guinée, d'une part de la faiblesse des publications évoquant la part maorie de la culture néo-zélandaise, et d'autre part de l'importance croissante, dans d'autres pays, des publications liées aux cultures indigènes. Elle découvre la signification profonde du mouvement Tino rangatiratanga, soit la revendication de souveraineté maorie. Elle décide, en accord avec son mari, de la fondation d'une maison d'édition consacrée à la culture maorie.
En 1991, tous deux fondent Huia Publishers en vue de publier plus de contenus d'auteur de langue maorie. La création de la maison d'édition suit de peu la formation de Te Puni Kōkiri, le ministère du développement maori. Le siège de la maison d'édition est alors situé dans une ancienne boulangerie de Thorndon, en banlieue de Wellington.
Le nom de la maison d'édition est inspiré du nom de jeune fille de Robyn Bargh, Rangihuia. Mais il évoque également l'oiseau Huia, espèce endémique de la Nouvelle-Zélande, disparue au début du XXe siècle.

### Développement
En 1995 est créé le prix Pikihuia — « Pikihuia Awards » — qui récompense les talents littéraires maoris, tant en anglais qu'en langue maorie.
En 2012, Robyn Bargh reçoit l'Ordre du Mérite de Nouvelle-Zélande pour son travail de promotion de la culture maorie. En 2014, elle abandonne ses fonctions de directrice de publication, mais reste impliquée dans le conseil d'administration ainsi que dans le comité de publication. Ce sont Brian Morris et Eboni Waitere qui reprennent les fonctions de directeurs de publication.

## Ligne éditoriale
Huia Publishers s'efforce de publier des contenus décrivant au mieux la diversité des vécus et des perspectives maories et de promouvoir la langue maorie ; sa ligne éditoriale est en conséquence appuyée par Te Puni Kōkiri. Toutefois, Huia ne publie pas que du contenu en maori, ni exclusivement rédigé par des personnes d'ascendance maorie, mais cherche à valoriser la double racine culturelle de la Nouvelle-Zélande.
La spécificité de la publication en maori et en anglais fait que la maison d'édition est ouverte à un champ de publication très large, allant de la  littérature académique à la science-fiction, en passant par la fiction historique, la poésie et les ressources pour les écoles maories.